# Oś obrotu
Oś obrotu – prosta w przestrzeni określająca kierunek obrotu danego ciała. W przypadku bryły sztywnej oś obrotu łączy środki okręgów, po których poruszają się punkty materialne bryły. Prędkość kątowa jest zawsze równoległa do osi obrotu.
Wyznacza ona układ odniesienia, względem którego wyznacza się moment bezwładności ciała.

## Stała oś obrotu
Oś obrotu jest stała, gdy ciało obraca się stabilnie, co fizycznie wyraża się przez równoległość wektorów prędkości kątowej i momentu pędu. Oś obrotu jest stabilna tylko wtedy, gdy jest ona osią symetrii ciała, lub jest to ciało płaskie, a oś przechodzi pod kątem prostym przez środek symetrii.

## Chwilowa oś obrotu
Chwilowa oś obrotu występuje, gdy wektor prędkości kątowej nie jest równoległy do wektora momentu pędu ciała. Efekt taki można zaobserwować np. w zjawisku nutacji.